# Iavinomby-Vohibola
Iavinomby-Vohibola est une commune rurale malgache située dans la partie nord-est de la région de la Haute Matsiatra.